# Гражданская наука
Гражданская наука (англ. citizen science), научное волонтерство (англ. participatory monitoring), общественная наука (англ. community science) — концепция проведения научных исследований с привлечением широкого круга добровольцев-любителей (неспециалистов). Научному волонтёру нет необходимости иметь ни академическую подготовку, ни высшее образование.

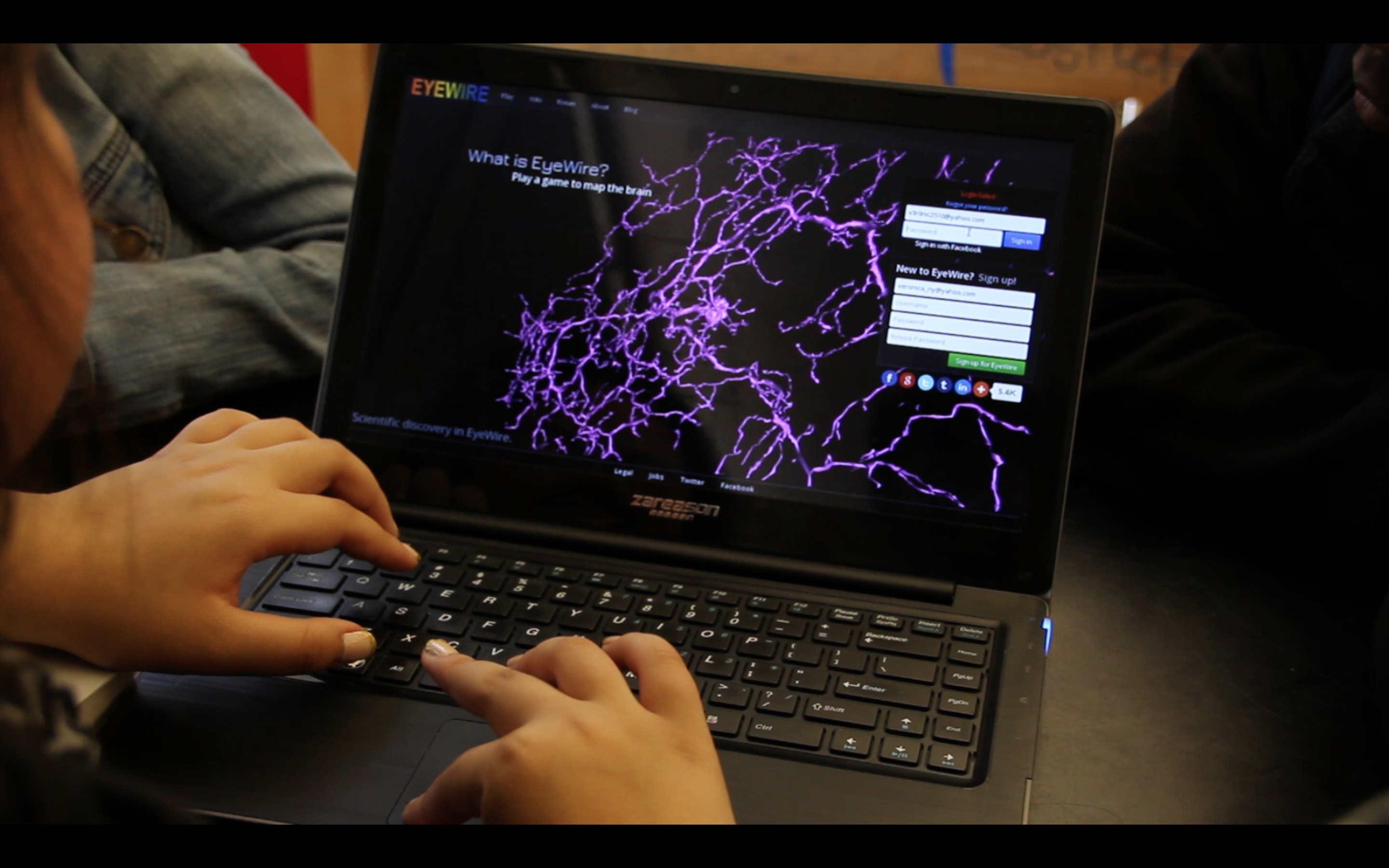
Старшеклассник участвует в проекте EyeWire с ноутбука в рамках курса неврологии.

Научные волонтёры могут быть как испытуемыми, то есть объектами исследования, так и добровольными исследователями, выполняющими работу по сбору и обработке данных для исследовательской группы (фотографии объектов в местах своего проживания, наблюдения, кольцевание птиц, предоставление вычислительных мощностей домашних компьютеров и тому подобное).
В мире работают международные и национальные организации, координирующие гражданскую науку.

## История
Хотя термин «гражданская наука» появился недавно, само явление занятий наукой неспециалистами известно столетия. Энтузиасты занимались астрономическими наблюдениями, коллекционировали минералы, растения, насекомых, великие открытия делали учёные-самоучки — Генрих Шлиман открыл Трою, Бенджамин Франклин изучал электричество и изобрёл молниеотвод, Чарльз Дарвин изучал медицину и теологию, а потом занялся биологией и создал теорию эволюции на основе данных, собранных им из любопытства во время путешествий (будучи натуралистом-волонтёром на корабле Бигль, он отвечал за сбор образцов минералов и изучение геологии новых земель). В то время мало кому из исследователей удавалось получить поддержку (оплату) от правительства и монархов и сделать науку своей профессией.
В дальнейшем, с развитием общества и производства научные исследования энтузиастов стали спонсировать меценаты из числа предпринимателей.
Гражданская наука в современном виде появилась с распространением радиолюбительства и с развитием любительской астрономии. С ростом общего уровня образованности людей стало расти и число энтузиастов, занимающихся любительской наукой. А появление и широкое распространение домашних компьютеров, интернета и мобильной связи в XXI веке позволило десяткам миллионам людей принять участие в научных исследованиях.

## Цели и тенденции гражданской науки
Использование научных волонтёров часто позволяет учёным более успешно добиваться их целей, чем было бы возможно без их участия. Кроме того, эти проекты направлены на поощрение общественного участия в исследованиях, а также в науке в целом. Некоторые программы разработаны специально для школьников, сочетая научные и образовательные цели. Также гражданская наука является одним из подходов к неформальному научному образованию. Чтобы охватить все эти несколько значений концепции, некоторые работники в области теперь говорят об «участии общественности в научных исследованиях».

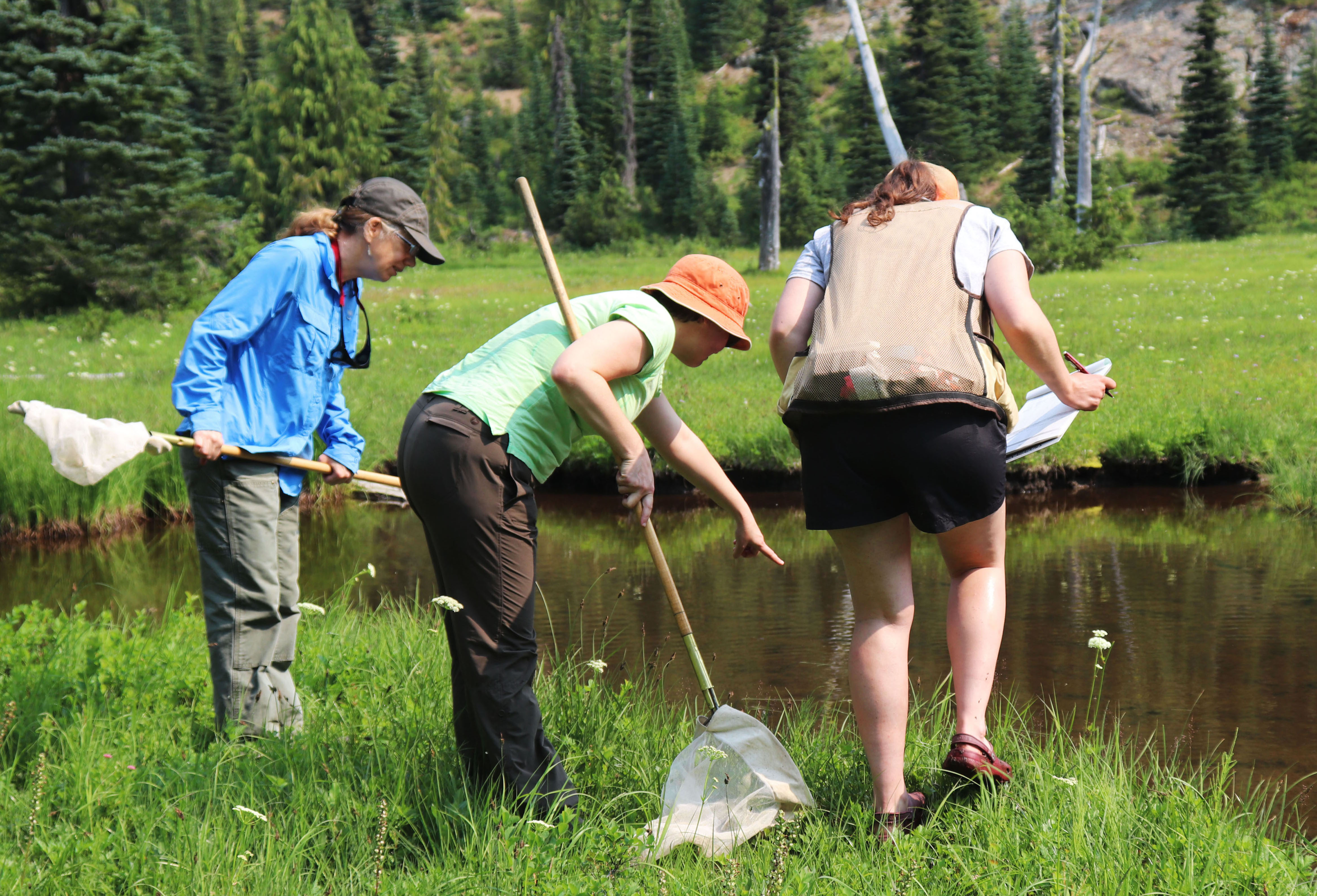
Научные волонтеры и координатор у пруда наблюдают за лягушкой.

Гражданская наука связана с программами продолжительного действия по общественному экологическому мониторингу рационального использования природных ресурсов и часто используется как форма образования и пропаганды, чтобы содействовать пониманию общественностью науки. В последние годы, однако, эти проекты становятся все более сосредоточены на выгодах для научных исследований.
Нынешняя форма гражданской науки, которая развивалась на протяжении последних двух десятилетий, больше внимания уделяет научно обоснованной практике и измеримым целям для общественного образования, чем аналогичные более ранние программы. Современная гражданская наука отличается от её исторических форм в первую очередь доступностью и масштабом участия общественности; развитие технологии называется в качестве одной из основных движущих сил недавнего взрывного роста гражданской науки.
Пол Фейерабенд (в своей книге «Наука в свободном обществе», 1978) и Эрвин Чаргафф («Heraclitean Fire», 1979) настоятельно призвали к «демократизации науки» и «любительству вместо предвзятых ради денег технических бюрократов», соответственно. Эрвин Чаргафф хотел вернуться к науке, которую двигали «любящие природу непрофессионалы» (такие, например, как Декарт, Ньютон, Лейбниц, Бюффон и Дарвин).
Развитие гражданской науки вошло в число пяти ведущих тенденций на ближайшие пять лет по прогнозу компании IBM, сделанному в 2010 году.

## Организации, специализирующиеся на гражданской науке
В развитых странах функционируют организации (ассоциации) координирующие гражданскую науку. Крупнейшие из таких объединений — американская Citizen Science Association (в США) и европейская The European Citizen Science Association (ECSA), обе созданы в 2013 году. В России и Беларуси подобных ассоциаций на 2022 год нет, есть только отдельные научные организации, привлекающие добровольцев к исследованиям.
В 2017 году под эгидой ЮНЕСКО была создана система по координации гражданской науки Citizen Science Global Partnership, объединившая все организации, занимающиеся гражданской наукой в США, ЕС и Австралии.
Рецензируемый печатный журнал Citizen Science: Theory and Practice и электронный Citizen Science Magazine публикуют статьи по темам гражданской науки.
Сайты Science for Citizens, Zooniverse и SciStarter публикуют информацию о проектах гражданской науки.

## Проекты
В 1900 году был начат проект Национального Одюбоновского общества по ежегодной переписи птиц (Christmas Bird Count). Другие примеры программ гражданской науки включают Всемирный день Исследования воды, Stardust@Home и Clickworkers под эгидой НАСА; различные проекты, осуществляемые Корнеллской Орнитологической лабораторией, такие как Ebird, NestWatch, проект FeederWatch и Celebrate Urban Birds; проект по классификации галактик Galaxy Zoo, который в дальнейшем развился в огромное сообщество вобравшее в себя множество проектов из разных областей и получило название Zooniverse. Ещё одним примером эффективного проекта гражданской науки в США является Community Collaborative Rain, Hail & Snow Network (CoCoRaHS), запущенный Colorado Climate Center. Данные этого проекта используются для прогнозирования погоды и мониторинга, предупреждений о тяжёлых погодных условиях и климатических исследований. У Национального географического общества есть археологический проект, Field Expedition: Mongolia, в котором пользователи отмечают потенциально интересные места для раскопок на изображениях снятых GeoEye-спутниками, чтобы помочь исследователям на местах в Монголии.
Сети граждан-учёных активно используются в фенологии, наблюдении циклических явлений в природе, для того, чтобы исследовать, как глобальное потепление влияет на растительный и животный мир в различных географических районах.
Проекты распределённых вычислений, такие как Folding@Home, World Community Grid, Einstein@Home и другие, можно также рассматривать как гражданскую науку, хотя главная задача вычисления осуществляется с помощью компьютеров добровольцев.
Существуют проекты, использующие игровую модель — EteRNA, Phylo, Foldit, EyeWire.
Более широкое распространение и использование электронных устройств, которые позволяют записывать различную медиа-информацию, такие как мобильные телефоны, упростило задачу сбора данных о состоянии общественных мест, таких как общественные парки, что было продемонстрировано на сайте ParkScan, разработанном San Francisco Neighborhood Parks Council.
Предшествующие движения гражданской науки дали развития таким областям, как радиолюбительская связь, любительская астрономия и изобретательская деятельность.
В январе 2010 года была запущена бета-версия сайта Science for Citizens, направленного на объединение миллионов граждан-учёных в мире, тысяч потенциальных проектов, предлагаемых исследователями, организациями и компаниями, а также ресурсов, продуктов и услуг, которые помогают гражданам заниматься этой деятельностью.

## В России
- В 2018 году в образовательном центре «Сириус» школьники участвовали в нескольких успешных научных работах[3][17].
- 1 октября 2020 года Ассоциация коммуникаторов в сфере образования и науки (АКСОН) запустила первую российскую платформу проектов гражданской науки — Портал «Люди науки, где исследователи и научные волонтеры могут найти друг друга[2]»).
- Союз охраны птиц России оказывает информационную и организационную поддержку международным программам по подсчёту и наблюдению за птицами, такими как Spring Alive, проводит свои подобные программы, например, «Соловьиные вечера» — кампания по подсчёту количества соловьев с использованием метода «народного мониторинга»[18].
- Орнитологи-любители могут делиться своими наблюдениями, используя международные базы данных, такие как eBird[англ.] или «Чайки едят всякую всячину»[19][20].
- В рамках проектов «PRO Сибирь» и «PETROWORKERS» граждане могут помочь в оцифровке и транскрибировании исторических документов: газет начала XX века, мемуаров рабочих и прочего[21].
- В рамках секции «Планетонавтика» им. Э. Л. Акима Московского общества испытателей природы ведется международная Научно-креативная программа «Иной Контин(г)ент» («Автономные планетные поселения»). Программа направлена на теоретическую и проектно-игровую проработку культуры и инфраструктуры деятельности научно-производственных обитаемых комплексов планетного базирования[22].
- Информационная система РИВР (Распространение инвазионных видов растений на примере борщевика Сосновского) позволяет подключить добровольцев к процессу сбора и отображения сведений о географическом распространении этого вида растений.[источник не указан 1011 дней]
- Для школьников старших классов и студентов доступны мероприятия и программы проекта «Плавучий университет»[23].